# Pictures of Me
Pictures of Me är ett album av den svenska jazzsångerskan Viktoria Tolstoy utgivet 2006.

## Låtlista
1. Women of Santiago (Lars Danielsson/Cæcilie Norby) – 3:37
2. Have a Good Time (Paul Simon) – 3:43
3. South (Jacob Karlzon/Per Holknekt) – 4:18
4. Te amo corazón (Prince) – 3:52
5. Two Sails (Lars Danielsson/Cæcilie Norby) – 3:25
6. Kiss That Frog (Peter Gabriel) – 3:32
7. Absentee (Jacob Karlzon/Per Holknekt) – 4:21
8. Strollin' (Prince) – 3:38
9. Don't Make Me Wait (Seal) – 4:33
10. Can't Help It (Stevie Wonder/Susaye Greene) – 4:25
11. Green Little Butterfly (Lars Danielsson/Cæcilie Norby) – 3:33
12. The Way Young Lovers Do (Van Morrison) – 3:14
13. Old and Wise (Eric Woolfson/Alan Parsons) – 3:34

## Medverkande
- Viktoria Tolstoy – sång
- Tore Brunborg – saxofon, flöjt
- Jacob Karlzon – piano, keyboards
- Lars Danielsson – cello
- Hans Andersson – bas
- Peter Danemo – trummor
- Xavier Desandre Navarre – slagverk

## Mottagande
Skivan fick ett gott mottagande när den kom ut med ett snitt på 3,4/5 baserat på fem recensioner.

## Listplaceringar
| Lista (2006) | Topplacering |
| ------------ | ------------ |
| Sverige      | 27           |